# Diego Herrera
Diego Rodrigo Herrera (Quito, 20 april 1969) is een voormalig Ecuadoraans profvoetballer, die speelde als aanvaller gedurende zijn carrière. Hij kwam onder meer uit voor Barcelona SC en CD Espoli.

## Interlandcarrière
Onder leiding van de Montenegrijnse bondscoach Dušan Drašković maakte Herrera, bijgenaamd Diegol, zijn debuut voor Ecuador op 24 mei 1992 in de vriendschappelijke wedstrijd tegen Guatemala, die eindigde in een 1-1 gelijkspel. Andere debutanten namens Ecuador in die wedstrijd waren doelman Jacinto Espinoza, Dannes Coronel, Iván Hurtado, Cléber Chalá, Oswaldo de la Cruz, Héctor Carabalí en doelpuntenmaker Eduardo Hurtado. Herrera speelde in totaal negen interlands voor zijn vaderland. Hij nam met Ecuador eenmaal deel aan de strijd om de Copa América (1995).

## Erelijst
LDU Quito
- Campeonato Ecuatoriano

1990
- Topscorer Campeonato Ecuatoriano

1993 (18 goals)